# Oberes Temnitztal Ergänzung
Oberes Temnitztal Ergänzung este o arie protejată (sit de importanță comunitară — SCI) din Germania întinsă pe o suprafață de 237,76 ha, integral pe uscat.

## Localizare
Centrul sitului Oberes Temnitztal Ergänzung este situat la coordonatele 52°53′53″N 12°36′23″E / 52.8981°N 12.6064°E.

## Înființare
Situl Oberes Temnitztal Ergänzung a fost declarat sit de importanță comunitară în martie 2004 pentru a proteja 4 specii de animale.

## Biodiversitate
Situată în ecoregiunea continentală, aria protejată conține 2 habitate naturale: Cursuri de apă de la nivel de câmpie la nivel montan, cu vegetație Ranunculion fluitantis și Callitricho-Batrachion, Liziere de ierburi înalte hidrofile de câmpie și de nivel montan până la alpin.
La baza desemnării sitului se află mai multe specii protejate:
- mamifere (2): castor (Castor fiber), vidră de râu (Lutra lutra)
- pești (2): avat (Aspius aspius), țipar (Misgurnus fossilis)